# 夜間作戰

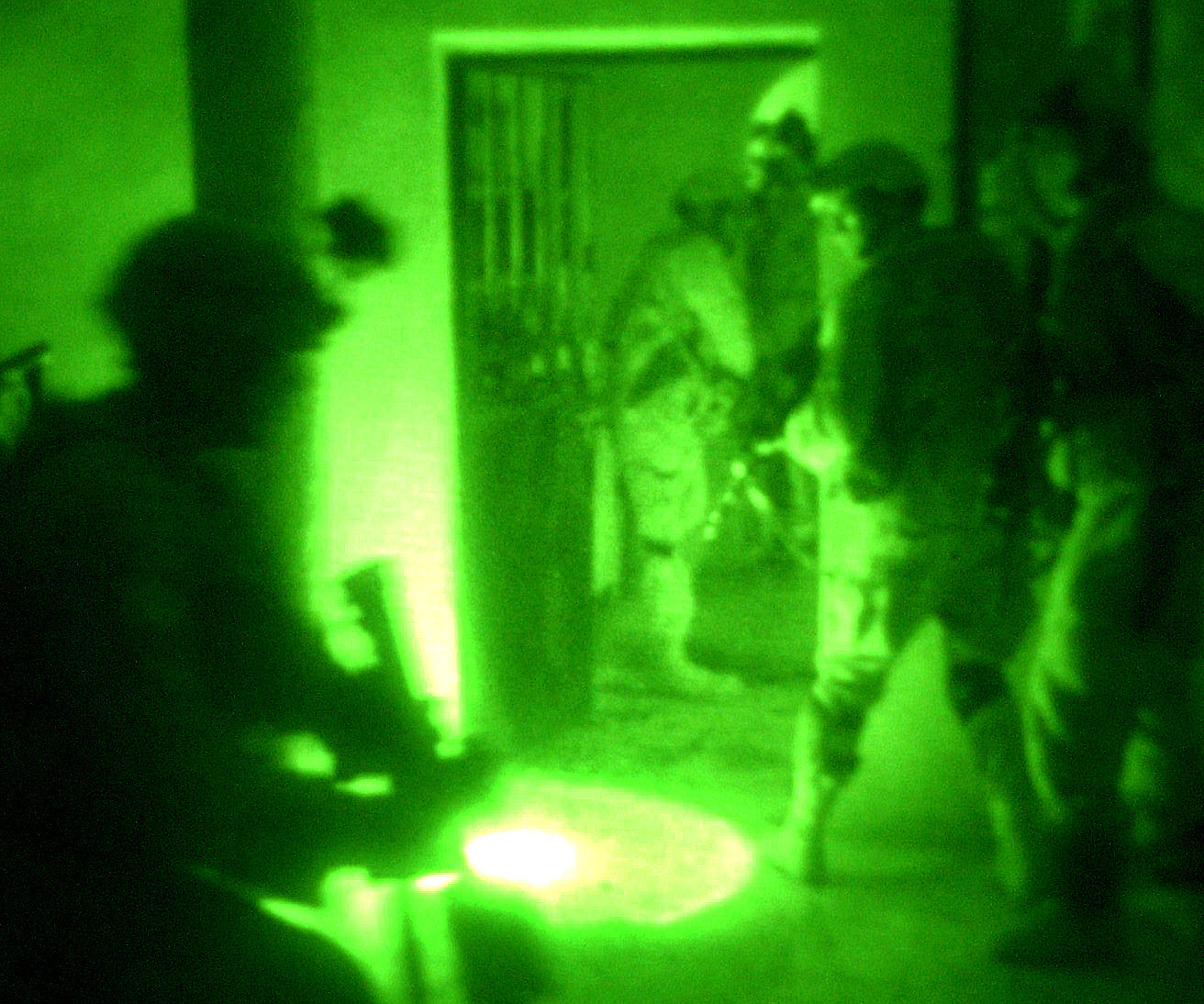
伊拉克費盧傑的傘兵使用夜視鏡進行夜間作戰.

夜間作戰是在黑暗時期發生的戰鬥。它與日間作戰的區別在於較低的能見度及其與晝夜週期的逆轉關係。通常，夜間作戰對攻擊者有利，進攻戰術的重點是利用優勢達到最大效果。 防守夜間戰術主要側重於否定夜間給予攻擊者的優勢。

## 夜間效果
黑暗最明顯的影響是能見度降低。這會影響士兵們觀察友軍運動的能力、了解地形，尤其影響對敵人運動和陣地的感知。軍官們發現，黑暗阻礙了指揮的許多方面，包括他們保持控制、執行移動、射擊、維持方向、偵察、安全和相互支援等能力。
事實上，能見度下降的副作用是提高聽力，因為士兵更注重他們能聽到的內容。很多情況下，士兵們晚上由於槍聲或敵人探照燈的閃光而失去方位。感知困難使士兵對未知事物感到恐懼。被攻擊的士兵無法分辨攻擊地點，也無法制定相應的對策。這種不確定性與孤獨和無助感有關，並造成過度估計敵人力量或對戰鬥情況過於悲觀的傾向。
此外，在沒有人工照明的情況下，士兵的槍法技能會在完全黑暗的環境中受到不利影響。在引入輔助夜視裝置之前，夜間用步槍有效射擊僅限於非常近的距離，通常在50公尺以內。擊中目標的能力取決於士兵在視線範圍內獲取目標的能力。很大程度上取決於自然和人工照明的數量。